# Idioctis eniwetok
Idioctis eniwetok är en spindelart som beskrevs av Raven 1988. Idioctis eniwetok ingår i släktet Idioctis och familjen Barychelidae. Inga underarter finns listade i Catalogue of Life.